# Хильцинген
Хильцинген (нем. Hilzingen) — община в Германии, в земле Баден-Вюртемберг. 
Подчиняется административному округу Фрайбург. Входит в состав района Констанц.  Население составляет 8284 человека (на 31 декабря 2010 года). Занимает площадь 53,03 км².

## Города-побратимы
- Лиццано-ин-Бельведере, Италия
- Штольпен, Германия